# 한수지 (짱구는 못말려)
한수지는 《크레용 신짱》에 나오는 등장인물로, 짱구의 친구이다. 부잣집 딸이며 항상 경호원인 쿠로이소(한국어 더빙명 : 흑곰)와 같이 다닌다. 출신지는 미국 뉴욕이다.
성우는 카와스미 아야코 / 이용신(투니버스), 임은정(SBS), 윤여진(극장판)이 맡았으며, 이미지 컬러는 짱구와 똑같은 레드이다. 일본 현지 이름은 스오토메 아이이다.
초기에는 공손한 부잣집 아가씨였으나 점점 더 도도함을 넘어 거만해지고 잘난체가 심한 까칠한 아이가 되었다. 뛰어난 미모로 모든 사람을 하대하는 경향이 있으며, 신노스케를 짝사랑하고 있다.

## 성격
이현우(교다 도쿠로)가 칠레로 떠나는 설정으로 하차한 뒤 후임으로, 서민의 삶을 체험하고 싶어서 지도에 다트를 던졌더니 떡잎마을이 찍혀 흑곰과 함께 짱구는 못말려에 합류했다. 세계적인 재벌집 딸로, 현관에서부터 저택 입구까지 자동차를 타고 다녀야 할 정도로 넓은 집에 살고 있으며 바깥에 나가 일상생활을 할 때도 개인 보디가드를 대동하고 다닌다. 지나칠 정도로 사기급 캐릭터다 보니 만화의 밸런스가 붕괴될 수 있기 때문에 등장 횟수가 그리 많지 않다. 특히 극장판에서는 TV방영분보다도 등장 횟수가 적은 편이다. 극장판 사건들은 조금만 현실적으로 파헤쳐 보면 몇몇 초자연적인 현상(시간여행, 집단세뇌, 로봇 등)들을 제외하고는 아이의 재력으로 금방 해결될 수 있는 사건들이 대부분이라 아이가 적극적으로 개입하면 1분도 안되어서 사건이 금방 해결되기 때문에 아예 등장 자체를 시키지 않거나 나오더라도 대사 몇 마디만 하는 단역으로만 나온다.

## 캐릭터성의 변화
아기 때부터 상전처럼 떠받드는 생활을 하다보니 잘난체가 심한데다 자랑하는 걸 좋아한다. 거기다 모든 사람들을 하대하는 경향이 있다. 또한 우월한 미모로 남자 아이들의 마음을 사로잡고, 쏟아지는 관심을 즐기다 질리면 다른 유치원으로 옮기는게 취미였고 후타바 유치원이라고 다르지 않았다. 초반에는 너무 뻔한 패턴이 계속되는 일상이 지겨워지려던 찰나, 자길 보고도 아무런 반응을 느끼지 않는 신노스케를 보고 역으로 반해버려 그를 쫓아다니기 시작했고 유치원을 옮기지 않고 계속 다니고 있다. 그래서 다른 여자애들하고도 원만하게 잘 노는 편이지만 한유리하고는 만났다 하면 으르렁대는 사이이다. 
평소에는 항상 도도하고 거만했지만 서민 아이들과 친해지다 보니 점차 달라졌다. 원작 34권에서 키가 1cm 자란 기념으로 파티를 열었고 카스카베 방위대도 초대했다. 그런데 아이네 집에 온 방위대 아이들이 정원에서 조난당하는 사고가 벌어졌다. 다행히 다들 무사히 구조되긴 하지만 문제는 조난당한 탓에 머리부터 발끝까지 엉망진창이 된 것이다. 파티에 초대받은 다른 사람들이 카스카베 방위대를 이상한 눈으로 쳐다보는 걸 눈치 챈 아이는 잠깐 기다려달라고 하더니 비싼 드레스를 멋지게 차려입은 채로 마당의 흙밭을 굴러 옷을 엉망으로 만든 다음 다시 들어와 파티를 시작하자고 한다. 이에 카스카베 방위대는 감명을 받았고 네네조차도 미소를 띠며 그녀를 흐뭇하게 바라봤다. 또한 이 편은 앙숙지간이던 네네와 아이의 사이가 바뀌어 가까워지는 계기가 된다.

## 인간관계
- 흑곰(일본명: 쿠로이소)

보디가드이자 개인 집사로, 평소에는 빡빡한 스케줄을 땡땡이치고 싶을 때마다 약점을 들춰내는 도구로 이용한다. 하루일과를 함께 다니다 보니 정이 들었는지 허리를 다쳐 입원했을 땐 유치원 일과시간에 주운 낙엽으로 흑곰의 얼굴을 만들어 선물로 주었고, 애니판에선 그가 아게오 마스미를 짝사랑한다는걸 알고는 카스카베 방위대와 연합해 이어주기도 했다.  짱구에게 '도련님'이라고 한다.
- 신짱구(일본명: 노하라 신노스케)

모든 사람을 하대하는 아이가 절대로 하대하지 않는 유일한 사람이다. SBS판 6기에서는 공손한 아가씨 말투로 '짱구님'이라 부르며 존댓말을 사용했지만, 투니버스판 8기부터는 친근한 말투를 사용한다. 신노스케의 마음을 얻기 위해 모든 방법을 총동원하지만 계속 실패해서 속이 들끓고 있다.
- 이훈이(일본명: 사토 마사오)

자신을 짝사랑한다며 쫓아다니는 귀찮은 인물로, 가끔 신노스케의 관심을 끌기 위한 도구로 이용할 때도 있다. 훈이도 이를 잘 알고 있지만 배신감을 느끼기는커녕 이렇게라도 할 수 있는 걸 영광으로 여긴다.
- 한유리(일본명: 사쿠라다 네네)

처음 전학왔을 때부터 집안 자랑이나 늘어놓는 아이를 마음에 들지 않아했고, 그녀가 남자아이들의 관심을 이용해 어장관리 하는걸 보고는 '집안빽 믿고 설치는 아이'라 여기며 경멸한다. 그래서 둘이 기싸움을 펼치는 에피소드가 몇 개 있지만 시리즈가 계속되면서 종종 사이좋게 지내는 모습들이 나오고 있다.

## 애니메이션 및 원작 만화에서의 비중
애니메이션 등장 초창기였던 1999년 ~ 2000년대초에는 준 주연 급으로 등장하였으나, 현재는 몇 개월에 한 번 등장할까 말까 할 정도로 애니메이션 내 출연빈도가 매우 낮아졌으며 심지어 2010년에는 등장하지도 않았다. 원작 만화의 경우 등장 초창기를 제외하면 한 권 당 대개 한 번, 많아야 두 세번 등장하며 이는 작가 사후 새롭게 발매되는 신 크레용 신짱 만화에서도 마찬가지이다.